# Delphinium tuberosum
Delphinium tuberosum är en ranunkelväxtart som beskrevs av Auch. och Pierre Edmond Boissier. Delphinium tuberosum ingår i släktet storriddarsporrar, och familjen ranunkelväxter. Inga underarter finns listade i Catalogue of Life.